# Kanał Szymoński
Kanał Szymoński – kanał mazurski łączący jezioro Szymon z jeziorem Szymoneckim (zatoka jeziora Jagodnego). Przechodzi przez niego droga z Rucianego-Nidy, Pisza i Mikołajek do Węgorzewa (przez Giżycko). Jest to drugi pod względem długości z kanałów mazurskich, ustępuje swoją długością tylko kanałowi Jeglińskiemu.

## Historia kanału
Kanał został wykopany z inicjatywy władz pruskich w latach 1765–1772, jednak w 1789 roku wraz z okolicznymi kanałami przestał on funkcjonować. Podczas wojen napoleońskich został całkowicie zniszczony. Kanał odbudowano w czasie robót publicznych realizowanych w latach 1854–1857.
Kanał ma 2360 metrów długości, 25 metrów szerokości i średnio 1,8 metra głębokości. Jego brzegi zostały wybetonowane podczas jedynego od II wojny światowej remontu w latach 50. XX wieku. Na obu brzegach biegnie (odbudowana w 2022 r) ścieżka do burłaczenia.

## Status kanału
Zgodnie z Rozporządzeniem Rady Ministrów z 2002 r. ws. klasyfikacji śródlądowych dróg wodnych, kanał ma klasę żeglowną Ia. Na Mapie Podziału Hydrograficznego Polski kanał jest odcinkiem Pisy o identyfikatorze cieku 136584, nazwie Kanał Szymoński od jez. Szymoneckiego do jez. Szymon i identyfikatorze MPHP10 264173. W planie gospodarowania wodami na obszarze dorzecza Wisły z 2011 został włączony do naturalnej jednolitej części wód PLRW200025264199 (Pisa od wypływu z jez. Kisajno do wypływu z jez. Tałty (EW. + z jez. Niegocin, Ryńskie)). Znajduje się na obszarze chronionego krajobrazu Krainy Wielkich Jezior Mazurskich.

## Przebudowa kanału
W listopadzie 2018 roku Urząd Marszałkowski Województwa Warmińsko-Mazurskiego oraz Państwowe Gospodarstwo Wodne Wody Polskie rozpoczęły proces modernizacji dróg wodnych na Mazurach, w ramach którego kanał został przebudowany i pogłębiony, a jego brzegi umocnione betonowymi opaskami. Remont rozpoczął się w lutym 2021 roku, a zakończył się w kwietniu 2023 roku. Koszt remontu kanału wynosi ok. 32 milionów złotych.

## Okolice
Przez kanał przechodzi droga ze Starej Rudówki do Szymonki. Most drogowy znajduje się na 650. metrze od strony jeziora Szymoneckiego. Przy północnym brzegu (po stronie Starej Rudówki) znajdują się stanowiska artylerii niemieckiej z I wojny światowej.
Kanał bywa często odwiedzany przez wędkarzy, którzy w jego wodach łapią leszcze, okonie, sandacze, szczupaki i węgorze. W przeszłości na kanale Mioduńskim oraz kanale Szymońskim odbywały się Grand Prix Polski i klubowe mistrzostwa Polski w wędkarstwie.